# London Senior Cup
The London Senior Cup är en engelsk fotbollscup för klubbar som tillhör London FA. The London Senior Cup spelades första gången 1882 och vanns av Upton Park. Numera deltar inte de större klubbarna i tävlingen, men lag som Arsenal (som Royal Arsenal 1891), Brentford, Wimbledon och Barnet har vunnit den tidigare.

## Finaler
| Säsong  | Vinnare                  | Finalist                  | Resultat            |
| ------- | ------------------------ | ------------------------- | ------------------- |
| 1882–83 | Upton Park               | Old Foresters             | 4–0                 |
| 1883–84 | Upton Park               | Old Foresters             | 4–1                 |
| 1884–85 | Old Foresters            | Upton Park                | 2–1                 |
| 1885–86 | Ashburnham Rovers        | Hotspur                   | 2–1                 |
| 1886–87 | Old Westminsters         | Casuals                   | 1–1, cupen delad    |
| 1887–88 | Old Westminsters         | Casuals                   | 1–0                 |
| 1888–89 | Clapton                  | Casuals                   | 4–2                 |
| 1889–90 | Old Westminsters         | Royal Arsenal             | 1–0                 |
| 1890–91 | Royal Arsenal            | St Bartholomew's Hospital | 6–0                 |
| 1891–92 | Old Westminsters         | Ilford                    | 2–1                 |
| 1892–93 | Old Westminsters         | Casuals                   | 3–0                 |
| 1893–94 | Old Foresters            | Old Carthusians           | 2–1                 |
| 1894–95 | Old Carthusians          | Casuals                   | 6–0                 |
| 1895–96 | Old Carthusians          | Casuals                   | 3–1                 |
| 1896–97 | Old Carthusians          | 3rd Grenadier Guards      | 5–2                 |
| 1897–98 | Brentford                | Ilford                    | 5–1                 |
| 1898–99 | Old Carthusians          | London Caledonians        | 2–1                 |
| 1899–00 | London Caledonians       | Old Westminsters          | 1–0                 |
| 1900–01 | Ilford                   | Clapton                   | 2–1                 |
| 1901–02 | Civil Service            | Shepherd's Bush           | 3–2                 |
| 1902–03 | Old Malvernians          | Clapton                   | 4–2                 |
| 1903–04 | Leyton                   | Ilford                    | 1–0                 |
| 1904–05 | Ilford                   | Ealing                    | 2–0                 |
| 1905–06 | New Crusaders            | Dulwich Hamlet            | 2–2, omspel 3–1     |
| 1906–07 | West Norwood             | West Hampstead            | 4–1                 |
| 1907–08 | London Caledonians       | Dulwich Hamlet            | 1–0                 |
| 1908–09 | Clapton                  | Nunhead                   | 1–0                 |
| 1909–10 | Bromley                  | Clapton                   | 1–0                 |
| 1910–11 | Clapton                  | Ilford                    | 2–0                 |
| 1911–12 | Barking                  | London Caledonians        | 3–0                 |
| 1912–13 | Tufnell Park             | Metrogas                  | 2–0                 |
| 1913–14 | Ilford                   | Nunhead                   | 1–1, omspel 2–0     |
| 1914–15 | London Caledonians       | Clapton                   | 4–1                 |
| 1915–16 | Ingen tävling            |                           |                     |
| 1916–17 | Ingen tävling            |                           |                     |
| 1917–18 | Ingen tävling            |                           |                     |
| 1918–19 | Ingen tävling            |                           |                     |
| 1919–20 | Leytonstone              | Barking Town              | 5–2                 |
| 1920–21 | Barking Town             | Dulwich Hamlet            | 4–1                 |
| 1921–22 | Ilford                   | Nunhead                   | 3–1                 |
| 1922–23 | Nunhead                  | Bromley                   | 1–0                 |
| 1923–24 | Tufnell Park             | Kingstonian               | 2–1                 |
| 1924–25 | Dulwich Hamlet           | Clapton                   | 2–0                 |
| 1925–26 | London Caledonians       | Kingstonian               | 3–1                 |
| 1926–27 | Barking Town             | London Caledonians        | 4–2                 |
| 1927–28 | London Caledonians       | Dulwich Hamlet            | 2–0                 |
| 1928–29 | Ilford                   | London Caledonians        | 4–1                 |
| 1929–30 | Ilford                   | Walthamstow Avenue        | 4–1                 |
| 1930–31 | Wimbledon                | Kingstonian               | 1–0                 |
| 1931–32 | Hayes                    | Ilford                    | 3–1                 |
| 1932–33 | Finchley                 | Barnet                    | 2–0                 |
| 1933–34 | Wimbledon                | Leyton                    | 1–1, omspel 2–1     |
| 1934–35 | Enfield                  | Metropolitan Police       | 2–0                 |
| 1935–36 | Walthamstow Avenue       | Golders Green             | 1–0                 |
| 1936–37 | Walthamstow Avenue       | Hayes                     | 6–3                 |
| 1937–38 | Barnet                   | Leyton                    | 4–0                 |
| 1938–39 | Dulwich Hamlet           | Erith & Belvedere         | 3–0                 |
| 1939–40 | Walthamstow Avenue       | Wealdstone                | 5–0                 |
| 1940–41 | Barnet                   | Metropolitan Police       | 2–1                 |
| 1941–42 | Walthamstow Avenue       | Barnet                    | 1–1, omspel 3–0     |
| 1942–43 | Tooting & Mitcham United | Dulwich Hamlet            | 5–4                 |
| 1943–44 | Walthamstow Avenue       | Tooting & Mitcham United  | 4–3                 |
| 1944–45 | Erith & Belvedere        | Tooting & Mitcham United  | 5–3                 |
| 1945–46 | Bromley                  | Leyton                    | 2–0                 |
| 1946–47 | Barnet                   | Kingstonian               | 2–0                 |
| 1947–48 | Leytonstone              | Edgware Town              | 2–0                 |
| 1948–49 | Tooting & Mitcham United | Bromley                   | 3–2                 |
| 1949–50 | Dulwich Hamlet           | Hounslow Town             | 3–1                 |
| 1950–51 | Bromley                  | Hendon                    | 4–3                 |
| 1951–52 | Finchley                 | Wealdstone                | 1–0                 |
| 1952–53 | Finchley                 | Walthamstow Avenue        | 2–2, cupen delad    |
| 1953–54 | Ilford                   | Hounslow Town             | 2–0                 |
| 1954–55 | Walthamstow Avenue       | Hendon                    | 3–2                 |
| 1955–56 | Briggs Sports            | Wembley                   | 3–1                 |
| 1956–57 | Briggs Sports            | Corinthian-Casuals        | 3–0                 |
| 1957–58 | Sutton United            | Finchley                  | 2–1                 |
| 1958–59 | Tooting & Mitcham United | Hendon                    | 5–2                 |
| 1959–60 | Tooting & Mitcham United | Bromley                   | 5–0                 |
| 1960–61 | Enfield                  | Wealdstone                | 3–0                 |
| 1961–62 | Wimbledon                | Wealdstone                | 1–1                 |
| 1962–63 | Kingstonian              | Barnet                    | 2–1                 |
| 1963–64 | Hendon                   | Enfield                   | 1–0                 |
| 1964–65 | Kingstonian              | Dagenham                  | 2–1                 |
| 1965–66 | Leytonstone              | Walthamstow Avenue        | 4–3                 |
| 1966–67 | Enfield                  | Walthamstow Avenue        | 2–0                 |
| 1967–68 | Dagenham                 | Enfield                   | 1–0                 |
| 1968–69 | Hendon                   | Dagenham                  | 1–0                 |
| 1969–70 | Hitchin Town             | St. Albans City           | 4–2                 |
| 1970–71 | St. Albans City          | Enfield                   | 1–0                 |
| 1971–72 | Enfield                  | Hendon                    | 2–0                 |
| 1972–73 | Enfield                  | Hitchin Town              | 3–1                 |
| 1973–74 | Bishop's Stortford       | Walton & Hersham          | 4–1                 |
| 1974–75 | Wimbledon                | Leatherhead               | 2–0                 |
| 1975–76 | Enfield                  | Barking                   | 4–1                 |
| 1976–77 | Wimbledon                | Staines Town              | 0–0, omspel 1–0     |
| 1977–78 | Walthamstow Avenue       | Leatherhead               | 1–0                 |
| 1978–79 | Barking                  | Croydon                   | 3–0                 |
| 1979–80 | Leytonstone-Ilford       | Barking                   | 3–2                 |
| 1980–81 | Hayes                    | Staines Town              | 2–0                 |
| 1981–82 | Leytonstone-Ilford       | Farnborough Town          | 0–0, omspel 1–0     |
| 1982–83 | Sutton United            | Woking                    | 1–0                 |
| 1983–84 | Dulwich Hamlet           | Kingstonian               | 2–2, omspel 3–2     |
| 1984–85 | Fisher Athletic          | Bromley                   | 2–0                 |
| 1985–86 | Walthamstow Avenue       | Finchley                  | 2–1                 |
| 1986–87 | Kingstonian              | Hampton                   | 2–1                 |
| 1987–88 | Fisher Athletic          | Hampton                   | 2–2, omspel 2–1     |
| 1988–89 | Fisher Athletic          | Clapton                   | 1–0                 |
| 1989–90 | Welling United           | Boreham Wood              | 2–0                 |
| 1990–91 | Haringey Borough         | Walthamstow Pennant       | 1–0                 |
| 1991–92 | Hanwell Town             | Croydon Athletic          | 2–2, omspel 4–3     |
| 1992–93 | Hanwell Town             | Brimsdown Rovers          | 4–3                 |
| 1993–94 | Ford United              | Hanwell Town              | 2–1                 |
| 1994–95 | Wingate & Finchley       | Tower Hamlets             | 4–3                 |
| 1995–96 | Tottenham Omada          | Kingsbury Town            | 2–1                 |
| 1996–97 | Barkingside              | Hillingdon Borough        | 2–0                 |
| 1997–98 | Ford United              | Southall                  | 2–0                 |
| 1998–99 | Waltham Abbey            | Bedfont                   | 3–2                 |
| 1999–00 | Bedfont                  | Erith Town                | 5–1                 |
| 2000–01 | Ford United              | Croydon Athletic          | 3–2                 |
| 2001–02 | Croydon                  | Dulwich Hamlet            | 2–1                 |
| 2002–03 | Bromley                  | Ford United               | 1–0                 |
| 2003–04 | Dulwich Hamlet           | Tooting & Mitcham United  | 2–0                 |
| 2004–05 | Fisher Athletic          | Wingate & Finchley        | 4–0                 |
| 2005–06 | Fisher Athletic          | Hendon                    | 3–2                 |
| 2006–07 | Tooting & Mitcham United | Bromley                   | 3–2                 |
| 2007–08 | Tooting & Mitcham United | Hendon                    | 3–2                 |
| 2008–09 | Hendon                   | Croydon Athletic          | 2–2 (3–1 pens)      |
| 2009–10 | Metropolitan Police FC   | AFC Wimbledon             | 4–4, straffar (4–3) |
| 2010–11 | Wingate & Finchley       | Hendon                    | 3–1                 |
| 2011–12 | Hendon                   | Kingstonian               | 2–0                 |
| 2012-13 | Bromley                  | Kingstonian               | 2-1                 |
| 2013-14 |                          |                           |                     |